# Calle de Santa Teresa (Madrid)
La calle de Santa Teresa es una vía pública de la ciudad española de Madrid, situada en el barrio de Justicia, distrito Centro.

## Descripción
La vía, que ya figuraba con el nombre actual en el plano de Espinosa, discurre desde la plaza de Santa Bárbara hasta la calle de Argensola. Albergó el convento de Santa Teresa, del que tomó el título. Aparece descrita en Las calles de Madrid (1889) de Hilario Peñasco de la Puente y Carlos Cambronero con las siguientes palabras:

Santa Teresa. Desde la plaza de Santa Bárbara á la calle de Argensola. En los planos de Texeira y de Espinosa esta calle forma escuadra, entrando opr la citada plaza y saliendo á la calle del Barquillo. En el segundo de los planos mencionados aparece con el nombre actual. Se conservan antecedentes de construcciones particulares desde 1760. [...] En esta calle estuvo el convento de carmelitas descalzas de Santa Teresa, fundado en tiempo de Carlos II por D. Nicolás de Guzmán, duque de Medina de las Torres y príncipe de Astillano, contando al propio tiempo con la protección de la piadosa consorte del Monarca, doña María de Borbón. Hubo de decirse la primera misa el 10 de Septiembre de 1684 con toda ostentación y suntuosidad, asistiendo quizás los Reyes, porque se sabe que ofició el cardenal Portocarrero, personaje político influyente, que tanta parte tomó en los asuntos de Estado de aquella época. La primitiva iglesia era de mezquina arquitectura y de poca extensión; se derribó en el siglo pasado, construyéndose otra que, después de todo, no ofrecía naad de notable, en concepto de los que la han llegado á conocer. Sólo podía citarse un cuadro de Julio Romano, que luego pasó á ocupar lugar preferente en el Museo de Pinturas. Derribado el convento en 1869, se ha abierto en lo quera huerta y jardín la calle de Argensola. La entrada á la iglesia se hallaba en una plazoleta que venía á caer próximamente á la derecha de lo que hoy es prolongación de la Costanilla de Santa Teresa. El terreno propio del convento tenía gran extensión: lindaba con la plaza de Santa Bárbara, con la calle de Génova y con las monjas Salesas.
(Peñasco de la Puente y Cambronero, 1889, pp. 508-509)